# Mario Saralegui
Mario Daniel Saralegui Iriarte (24 kwietnia 1959) – piłkarz urugwajski, pomocnik (rozgrywający). Wzrost 178 cm, waga 73 kg.

## Kariera
Karierę piłkarską rozpoczął w 1977 w klubie CA Peñarol. W reprezentacji Urugwaju zadebiutował 31 maja 1979 w przegranym 1:5 meczu z Brazylią. Wziął udział w turnieju Copa América 1979, gdzie Urugwaj odpadł już w fazie grupowej. Saralegui zagrał tylko w dwóch meczach z Ekwadorem.
Znacznie bardziej udany by turniej Copa América 1983, gdzie Urugwaj zdobył tytuł mistrza Ameryki Południowej. Saralegui zagrał w dwóch meczach fazy grupowej - z Chile i Wenezuelą, oraz w dwóch meczach półfinałowych z Peru.
Salaregui większość swojej kariery spędził w klubie CA Peñarol, z którym 6 razy zdobył mistrzostwo Urugwaju, a ponadto Copa Libertadores i Puchar Interkontynentalny.
W 1984 przeniósł się do Hiszpanii, do klubu Elche CF. Po roku wrócił do Peñarolu, którego barwy reprezentował w finałach mistrzostw świata w 1986 roku, gdzie Urugwaj dotarł do 1/8 finału. Mając koszulkę z numerem 16 zagrał w trzech meczach grupowych - z Niemcami, Danią i Szkocją.
Po mistrzostwach przeniósł się do Argentyny, do klubu River Plate, a po roku do Estudiantes La Plata. W 1989 na rok wrócił do Peñarolu, by następnie w 1991 grać dla ekwadorskiego klubu Barcelona SC. W 1992 znów wrócił do Peñarolu, w którym zakończył karierę piłkarską.
Salaregui od 1979 do 13 czerwca 1986 rozegrał w reprezentacji Urugwaju 29 meczów i zdobył 2 bramki
Po zakończeniu kariery piłkarskiej został trenerem. Doprowadził Peñarol do mistrzostwa Urugwaju w turnieju Clausura 2008, po wygraniu 5:3 decydującego o tytule meczu z klubem River Plate Montevideo.

## Osiągnięcia
| Sezon | Klub       | Tytuł                     |
| ----- | ---------- | ------------------------- |
| 1978  | CA Peñarol | Mistrz Urugwaju           |
| 1979  | CA Peñarol | Mistrz Urugwaju           |
| 1981  | CA Peñarol | Mistrz Urugwaju           |
| 1982  | CA Peñarol | Mistrz Urugwaju           |
| 1982  | CA Peñarol | Copa Libertadores         |
| 1982  | CA Peñarol | Puchar Interkontynentalny |
| 1985  | CA Peñarol | Mistrz Urugwaju           |
| 1993  | CA Peñarol | Mistrz Urugwaju           |